# 荒木紀幸
荒木 紀幸（あらき のりゆき、1942年2月10日 - ）は、日本の心理学者（教育心理学者、道徳性発達心理学者）である。現在、神戸親和女子大学・大学院教授、中国東北師範大学客員教授、兵庫教育大学名誉教授。博士（心理学）。大阪府出身。

## 研究テーマ
- 児童生徒の学校生活充実に及ぼす正の側面、自尊感情、ソーシャルスキル、コーピング、及び負の側面、不安やストレスの研究
- ピアジェ、ローレンス・コールバーグの認知発達段階説に基づくモラルジレンマ授業について、授業設計と授業実践、ジレンマ教材作成、授業評価、道徳性の測定と評価などから教育心理学的に研究
- 学校教育におけるメディアリテラシーの育成に関する研究
- 教科教育（挿絵、教具、教材）に関する教育心理学的研究

## 現所属学会
- 日本心理学会（監事）、日本教育心理学会（理事）、日本感情心理学会、日本教育メディア学会、
- 日本教材学会（常任理事）、日本道徳性発達実践学会（理事長）、日本教育実践学会（常任理事）、
- 日本赤ちゃん学会、日本健康心理学会、
- The Society for Test Anxiety Research、International Society on Infant Studies.